# 公衆衛生大学院
公衆衛生大学院（こうしゅうえいせいだいがくいん、School of Public Health）は、公衆衛生の実務に指導的立場で貢献する専門職を育成する専門職大学院（プロフェッショナルスクール）であり、公衆衛生における研究と専門的な諸活動においても重要な役割を果たす。略称はSPH。

## 概要
公衆衛生とは「組織された社会的努力を通じて、疾病を予防し、生命を延長し、身体的および精神的健康を増進させようとする科学であり技術」 である。公衆衛生の目的は、生命や健康を守ることであり、その方法として人々の集団に着目して、病気など健康を妨げる根本的原因を科学的に検証し、研究の科学的根拠に基づいて人々に働きかけて介入することに特徴がある。
大学基準協会によれば、「公衆衛生系専門職大学院に共通に課せられた基本的な使命（mission）とは、国内外の行政機関・保健医療や福祉、環境に関する諸機関・教育研究機関・民間組織等において求められる公衆衛生課題の解決に貢献する専門的知識・技能を身につけ、さらには広い見識と高い職業倫理観をもった人材を養成することである。」

## 学位
取得できる学位は、主に公衆衛生学修士（専門職）のMaster of Public Health （マスター・オブ・パブリックヘルス MPH）であり、Doctor of Public Health（ドクター・オブ・パブリックヘルスDrPH）を授与する大学院もある。公衆衛生課題における科学的・学術的な探求を主たる目的とするMaster of Science（MSc）やDoctor of Philosophy(PhD)の学位課程を併設する場合もある。

## 領域
公衆衛生大学院（School of Public Health）のコア5領域として具体的に次の項目が挙げられる。
1. 疫学
2. 生物統計学（統計学）
3. 保健医療政策・管理学（保健管理）
4. 環境保健学（環境保健）
5. 健康行動学（行動科学、医療倫理）

これらは日本の公衆衛生系専門職大学院の設置基準として大学基準協会でも定めている。

### 疫学と統計学
疫学と統計学は量的研究の基本的方法論としてコア領域の中のコアとされている。

### 行動科学
行動科学（Behavioral Science）は健康と疾病に関する知識を研究・統合し、健康増進、疾病の予防、治療およびリハビリに応用する学際的分野である。

## 欧米の公衆衛生大学院
欧米での公衆衛生大学院は19世紀終盤から20世紀初頭から開学しており、英国のロンドン大学衛生熱帯医学大学院（1899年）、米国のジョンズ・ホプキンズ大学公衆衛生大学院（1916年）、ハーバード大学公衆衛生大学院（1913年）などが広く知られている。このうちジョンズ・ホプキンズ大学公衆衛生大学院は世界各国で教官数約500、学生数約2,500の米国最大の公衆衛生大学院である。米国の公衆衛生教育認証機関であるCouncil on Education for Public Health（CEPH, 米国公衆衛生教育協議会）は、2019年10月現在、67校のSPHと、プログラム校と呼ばれる大学院127校を主に米国内で認証している。欧州でも、The Association of Schools of Public Health in the European Region （欧州公衆衛生大学院連盟，ASPHER） があり、2017年の報告では107校の加盟校が参加して公衆衛生教育の標準化を図っている。

## 日本の公衆衛生大学院

### 設立背景と現在の大学院
日本における公衆衛生教育は、長い間、医学をはじめとする医療系学部の学部教育や、その大学院教育として学術的探究を行う博士課程の教育として行われてきた。公衆衛生学および衛生学は主に医学部医学科の一講座として存在しており、医師中心、また研究に重点を置いたものであった。しかしながら公衆衛生学の今日的課題の解決には医学のみならず、学際的な対応が必要であり、そのための専門的人材の養成が必要であるとの認識から独立大学院・独立専攻として公衆衛生大学院設立が望まれてきた。
公衆衛生に限らず、多様な資格、経験を有する学生を各職業領域の専門家として育成する専門職大学院（プロフェッショナルスクール）は、経営管理、法曹分野、会計などでも検討が始まっていた。文部省大学審議会は、平成10年10月「21世紀の大学像と今後の改革方策について」答申を取りまとめ、高度専門職業人養成に特化した実践的教育を行う新しい大学院の設置促進が取り上げられた。また平成11年4月には文部省21世紀医学・医療懇談会第4次報告「21世紀の命と健康を守る医療人の育成を目指して」において、公衆衛生分野の大学院修士課程の設置の答申が出された。
そして平成12年から始まった専門大学院制度において、京都大学大学院医学研究科に社会健康医学系専攻が、日本で初めての公衆衛生大学院として設置された。専門職大学院の前身である専門大学院制度の下で成立した公衆衛生大学院では、疫病の治療予防の研究を目的とした人材育成がなされた。平成15年からは専門職大学院制度に代わり、定められた専門職大学院基準では、高度の専門性が求められる職業を担うための深い学識や卓越した能力を培うことが目的になっている。専門職大学院は大学基準協会による認証評価を5年ごとに受ける。
日本には2020年3月現在、公衆衛生大学院(専門職)が5校あり、修了後に「公衆衛生学修士※（専門職）」すなわちMPHが授与される。従来の医学系大学院、あるいは独立した研究科や専攻で公衆衛生学に力点を置いた教育を行い、公衆衛生学に関する修士号をMPHとして授与する大学院14校をプログラム校（仮称）と称する。公衆衛生大学院(専門職)とプログラム校（仮称）は、共に日本のMPH教育に取り組む大学院として、公衆衛生大学院プログラム校連絡会議を組織して協力している。 ※学位の名称は大学によって一部異なる。

### 国立保健医療科学院と公衆衛生大学院
日本では旧厚生省所管の機関であった国立公衆衛生院が昭和13年3月29日より、公衆衛生技術者の養成訓練と公衆衛生に関する機関として活動を続けてきた。国立公衆衛生院は、現在、国立保健医療科学院に改組され、国立保健医療科学院の教育研修のうち専門課程を修了すると「Certified Public Health Professional (CPHP)」が与えられている。従来はMaster of Public Health (MPH)の称号を授与しWHOも国立保健医療科学院を「School of Public Health（公衆衛生大学院）」として紹介しているが、わが国の学制上、大学院でもなく省庁大学校にも該当しない。省庁大学校の修了者は独立行政法人大学改革支援・学位授与機構の学位授与事業により学校教育法に基づく学位が授与されるが、国立保健医療科学院は対象になっていない。一般国民に誤解を招かないよう、2009年度入学者より表記のように名称変更されている。

## 公衆衛生大学院プログラム校連絡会議
主に日本におけるMPH教育を行う大学院からなる任意団体である。2015年に設立され、公衆衛生大学院(専門職)5校とプログラム校（仮称）14校の合計19校が加盟している（2020年3月現在）。主にMPH教育の質の向上と普及を目指して各校が連携し、公衆衛生活動に関係する協力を行い、高度な専門職教育を通じて公衆衛生に貢献する。

## 公衆衛生専門職大学院連絡協議会
大学基準協会による認証を受けた（今後認証を受ける）公衆衛生大学院（専門職）が加盟する協議会である。2024年4年現在、公衆衛生大学院（専門職）6校が加盟している。この会の目的は、1）専門職大学院認証評価に係わる基準の検討、2）公衆衛生専門職大学院における教育の連携の検討、3） その他の公衆衛生専門職大学院に共通の問題の情報共有と検討である。